# Sebastián Prieto
Sebastián Prieto (* 19. května 1975, Buenos Aires, Argentina) je bývalý argentinský profesionální tenista a současný tenisový trenér, specializující se na čtyřhru. Ve své hráčské kariéře vyhrál na okruhu ATP World Tour 10 turnajů ve čtyřhře. Na žebříčku ATP byl pro dvouhru nejvýše postaven na 137. místě (18. květen 1998), pro čtyřhru pak na 22. místě (10. červenec 2006).
Dne 19. září 2012 oznámil oficiální ukončení své hráčské kariéry. Od roku 2010 je respektovaným tenisovým trenérem několika úspěšných hráčů, např. Horacio Zeballos (2010-2016), Juan Martín del Potro (2017-2020), Máximo González (občasný trenér 2019-2022) nebo Daniel Evans (2021-současnost).
Se svou manželkou Valerií mají dvě děti, Simóna a Renatu.

## Finálové účasti na turnajích ATP World Tour (26)

### Čtyřhra - výhry (10)
| Legenda                                                       |
| ATP International Series Gold / ATP World Tour 500 Series (1) |
| ATP International Series / ATP World Tour 250 Series (9)      |

| Č.  | Datum             | Turnaj                  | Povrch | Partner          | Soupeři ve finále                     | Výsledek       |
| 1.  | 15. listopad 1998 | Santiago, Chile         | antuka | Mariano Hood     | Massimo Bertolini Devin Bowen         | 7-6, 6-7, 7-6  |
| 2.  | 10. říjen 1999    | Palermo, Itálie         | antuka | Mariano Hood     | Lan Bale Alberto Martín               | 6-3, 6-1       |
| 3.  | 4. únor 2001      | Bogotá, Kolumbie        | antuka | Mariano Hood     | Martín Rodríguez André Sá             | 6-2, 6-4       |
| 4.  | 23. únor 2003     | Buenos Aires, Argentina | antuka | Mariano Hood     | Lucas Arnold Ker David Nalbandian     | 6-2, 6-2       |
| 5.  | 24. červenec 2005 | Stuttgart, Německo      | antuka | José Acasuso     | Mariano Hood Tommy Robredo            | 7-6(4), 6-3    |
| 6.  | 18. září 2005     | Bukurešť, Rumunsko      | antuka | José Acasuso     | Victor Hănescu Andrei Pavel           | 6-3, 4-6, 6-3  |
| 7.  | 5. únor 2006      | Viña del Mar, Chile     | antuka | José Acasuso     | František Čermák Leoš Friedl          | 7-6(2), 6-4    |
| 8.  | 25. únor 2007     | Buenos Aires, Argentina | antuka | Martín García    | Albert Montañés Rubén Ramírez Hidalgo | 6-4, 6-2       |
| 9.  | 2. únor 2008      | Viña del Mar, Chile     | antuka | José Acasuso     | Máximo González Juan Mónaco           | 6-1, 3-0 skreč |
| 10. | 21. únor 2010     | Buenos Aires, Argentina | antuka | Horacio Zeballos | Simon Greul Peter Luczak              | 7-6(4), 6-3    |

### Čtyřhra - prohry (16)
| Legenda                                                       |
| ATP International Series Gold / ATP World Tour 500 Series (1) |
| ATP International Series / ATP World Tour 250 Series (15)     |

| Č.  | Datum             | Turnaj                  | Povrch | Partner          | Vítězové                             | Výsledek         |
| 1.  | 11. srpen 1996    | San Marino              | antuka | Mariano Hood     | Pablo Albano Lucas Arnold Ker        | 6-1, 6-3         |
| 2.  | 16. srpen 1998    | San Marino              | antuka | Mariano Hood     | Jiří Novák David Rikl                | 6-4, 7-6         |
| 3.  | 18. únor 2001     | Viña del Mar, Chile     | antuka | Mariano Hood     | Lucas Arnold Ker Tomas Carbonell     | 6-4, 2-6, 6-3    |
| 4.  | 25. únor 2001     | Buenos Aires, Argentina | antuka | Mariano Hood     | Lucas Arnold Ker Tomas Carbonell     | 5-7, 7-5, 7-6(5) |
| 5.  | 2. květen 2004    | Barcelona, Španělsko    | antuka | Mariano Hood     | Mark Knowles Daniel Nestor           | 4-6, 6-3, 6-4    |
| 6.  | 15. srpen 2004    | Sopoty, Polsko          | antuka | Martín García    | František Čermák Leoš Friedl         | 2-6, 6-2, 6-3    |
| 7.  | 13. únor 2005     | Buenos Aires, Argentina | antuka | José Acasuso     | František Čermák Leoš Friedl         | 6-2, 7-5         |
| 8.  | 10. červenec 2005 | Båstad, Švédsko         | antuka | José Acasuso     | Jonas Björkman Joachim Johansson     | 6-2, 6-3         |
| 9.  | 7. srpen 2005     | Sopoty, Polsko          | antuka | Lucas Arnold Ker | Mariusz Fyrstenberg Marcin Matkowski | 7-6(7), 6-4      |
| 10. | 9. říjen 2005     | Metz, Francie           | tvrdý  | José Acasuso     | Michaël Llodra Fabrice Santoro       | 5-2, 3-5, 5-4(4) |
| 11. | 6. srpen 2006     | Sopoty, Polsko          | antuka | Martín García    | František Čermák Leoš Friedl         | 6-3, 7-5         |
| 12. | 15. duben 2007    | Valencia, Španělsko     | antuka | Yves Allegro     | Todd Perry Wesley Moodie             | 7-5, 7-5         |
| 13. | 6. květen 2007    | Estoril, Portugalsko    | antuka | Martín García    | Marcelo Melo André Sá                | 3-6, 6-2, 10-6   |
| 14. | 15. červenec 2007 | Båstad, Švédsko         | antuka | Martín García    | Simon Aspelin Julian Knowle          | 6-2, 6-4         |
| 15. | 5. srpen 2007     | Sopoty, Polsko          | antuka | Martín García    | Mariusz Fyrstenberg Marcin Matkowski | 6-1, 6-1         |
| 16. | 16. září 2007     | Bukurešť, Rumunsko      | antuka | Martín García    | Oliver Marach Michal Mertiňák        | 7-6(2), 7-6(8)   |

## Davisův pohár
Sebastián Prieto se zúčastnil 4 zápasů v Davisově poháru  za tým Argentiny s bilancí 0-1 ve dvouhře a 1-1 ve čtyřhře.

## Postavení na žebříčku ATP na konci sezóny

### Dvouhra
| Rok    | 1992 | 1993   | 1994   | 1995   | 1996   | 1997   | 1998   | 1999   | 2000   | 2001   | 2002   | 2003   | 2004    |
| Pořadí | 872. | ▲ 719. | ▲ 610. | ▲ 363. | ▼ 372. | ▲ 164. | ▲ 160. | ▼ 169. | ▼ 225. | ▼ 326. | ▲ 284. | ▼ 351. | ▼ 1339. |

### Čtyřhra
| Rok    | 1992 | 1993   | 1994   | 1995   | 1996   | 1997   | 1998  | 1999  | 2000   | 2001  | 2002  | 2003  | 2004  | 2005  | 2006  | 2007  | 2008  | 2009  |
| Pořadí | 956. | ▲ 803. | ▲ 467. | ▲ 326. | ▲ 166. | ▲ 133. | ▲ 64. | ▼ 68. | ▼ 131. | ▲ 73. | ▼ 91. | ▲ 37. | ▼ 56. | ▲ 31. | ▲ 28. | ▼ 37. | ▼ 83. | ▼ 90. |